# 유체이탈자
"유체이탈자"는 2021년에 개봉한 대한민국의 영화이다.

## 캐스팅
(†) 표시는 영화 상에서 최종적으로 사망한 인물이다.

### 주연
- 윤계상: 강이안 역 - 본작의 남자 주인공. 자신을 추적하는 국가정보요원 에이스.
- 박용우: 박 실장 역(†) - 본작의 만악의 근원이자 최종 보스. 부패한 악질 비리요원이자 강이안을 집요하게 쫒는 강이안의 안보정보원 실장.
- 임지연: 문진아 역 - 본작의 여자 주인공. 강이안의 애인.

### 조연
- 박지환: 행려 역 - 본작의 서브 남자 주인공이자 남자조연. 강이안을 돕게 된 노숙자.
- 유승목: 이신우 부장 역(†) - 뉴월드택배 부장.
- 이성욱: 유주혁 대리 역 - 강이안의 절친.
- 서현우: 백두환 상사 역 - 박 실장의 오른팔이자 행동대장, 강이안이 마지막 몸으로 들어간 남자.
- 이운산: 지철호 역 - 강이안이 처음 몸으로 들어간 남자.
- 홍기준: 고 중사 역 - 박 실장의 왼팔.
- 주진모: 홍 국장 역 - 이부장의 상관 국장.
- 故 김민경: 전 회장 역(†) - 이부장의 스폰서.
- 차혜림: 순영 역
- 정윤하: 민주 역

### 그 외

#### 빌런

##### 부패 안보정보원
- 곽진석: 악어 역(†) - 본작의 중간 보스 1.
- 김차이: 여우 역(†) - 본작의 중간 보스 2.
- 김영성: 독사 역(†)
- 천영암: 들소 역(†)
- 박광재: 고릴라 역(†)
- 권혁범: 불독 역(†)
- 김승현: 하마 역(†)
- 이홍내: 늑대 역(†)
- 김윤배: 전갈 역(†)
- 이호연: 상어 역(†)
- 유성주: 치타 역(†)
- 윤기창: 민 하사 역

##### 일본 마약 조직
- 허동원: 모피코트 역(†) - 일본 마약조직 두목.
- 조아라: 모피코트 수행원 1 역(†)
- 최동구: 모피코트 수행원 2 역(†)
- 김현동: 모피코트 수행원 3 역(†)
- 손화영: 모피코트 수행원 4 역(†)
- 이학렬: 모피코트 수행원 5 역(†)
- 황유현: 모피코트 수행원 6 역(†)
- 김승필: 모피코트 수행원 7 역(†)
- 이태영: 모피코트 수행원 8 역(†)
- 김선간: 모피코트 수행원 9 역(†)
- 이동민: 모피코트 수행원 10 역(†)

### 그 외
- 윤대열: 노숙자 역
- 심채원: 춘몽 웨이트리스 역

## 참고 사항
- 윤계상과 박용우는 서울 송파구 출신이다.
- 윤계상, 박지환, 홍기준, 윤대열, 김윤배, 허동원은 영화 《범죄도시》[1] 이후로 4년 만에 재회하는 작품이다.
- 윤계상과 서현우는 영화 《죽여주는 여자》 이후로 5년 만에 재회하는 작품이다.
- 윤계상, 홍기준, 주진모는 영화 《롱 리브 더 킹: 목포 영웅》 이후로 2년 만에 재회하는 작품이다.
- 윤계상과 김승현은 지니 TV 웹드라마 《크라임 퍼즐》 이후로 1개월 만에 재회하는 작품이다.
- 임지연과 박광재는 MBC 주말 드라마 《불어라 미풍아》 이후로 5년 만에 재회하는 작품이다.
- 박지환은 JTBC 월화드라마 《모범형사》 이후로 1년 만에 재회하는 작품이다.
- 박지환과 주진모는 영화 《검사외전》 이후로 5년 만에 재회하는 작품이다.
- 박지환과 박광재는 영화 《성난황소》 이후로 3년 만에 재회하는 작품이다.
- 박지환, 권혁범, 허동원은 영화 《지푸라기라도 잡고 싶은 짐승들》 이후로 1년만에 재회하는 작품이다.
- 유승목은 영화 《기적》 이후로 2개월 만에 재회하는 작품이다.
- 유승목과 박광재는 넷플릭스 드라마 《킹덤》 이후로 2년 만에 재회하는 작품이다.
- 유승목, 김승현, 허동원은 영화 《악인전》 이후로 2년 만에 재회하는 작품이다.
- 주진모와 권혁범은 OCN 토일 드라마 《나쁜 녀석들: 악의 도시》 이후로 4년 만에 재회하는 작품이다.
- 주진모와 곽진석은 MBC 월화 드라마 《배드파파》, 영화 《원더풀 고스트》 이후로 3년 만에 재회하는 작품이다.
- 김민경은 MBC 일일 드라마 《밥이 되어라》 이후로 4개월 만에 재회하는 작품이다.
- 박광재와 김승현은 영화 《미션 파서블》[2] 이후로 9개월 만에 재회하는 작품이다.
- 권혁범, 김윤배, 최동구는 넷플릭스 드라마 《킹덤: 아신전》[3] 이후로 1달 만에 재회하는 작품이다.
- 김승현은 영화 《구마적》 이후로 2년만에 재회하여, 《투빅맨》 이후로 1년 만에 재회하는 작품이다.[4]
- 이홍내와 김윤배는 JTBC 금토 드라마 《제3의 매력》 이후로 3년 만에 재회하는 작품이다.
- 이홍내와 허동원은 SBS 금토 드라마 《더 킹: 영원의 군주》 이후로 1년 만에 재회하는 작품이다.
- 허동원은 영화 《디바》 이후로 1년 만에 재회하는 작품이다.
- 김민경의 영화 유작이다.